# Battage (agriculture)
Pour les articles homonymes, voir battage.

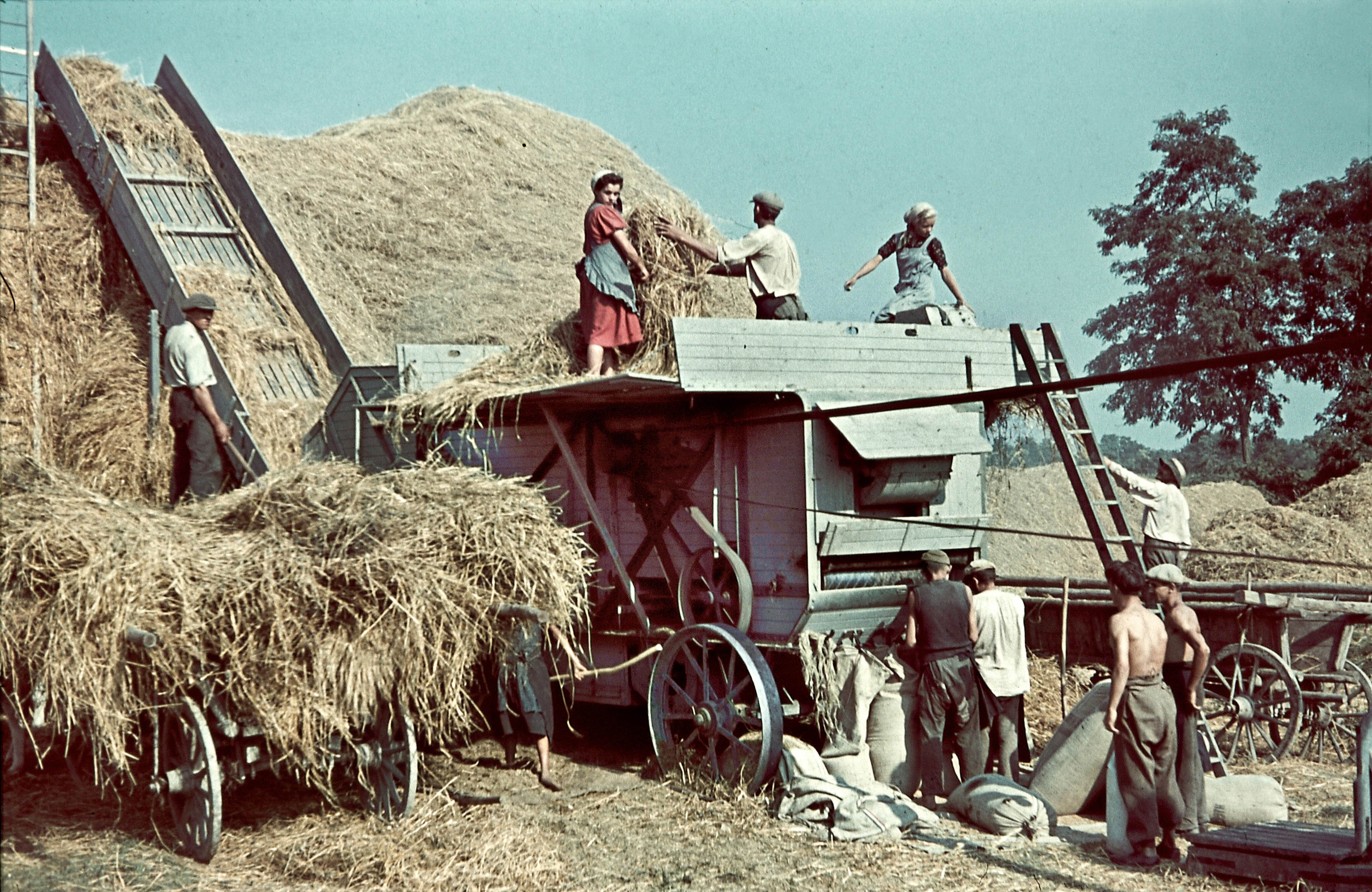
Battage, Hongrie, 1938.

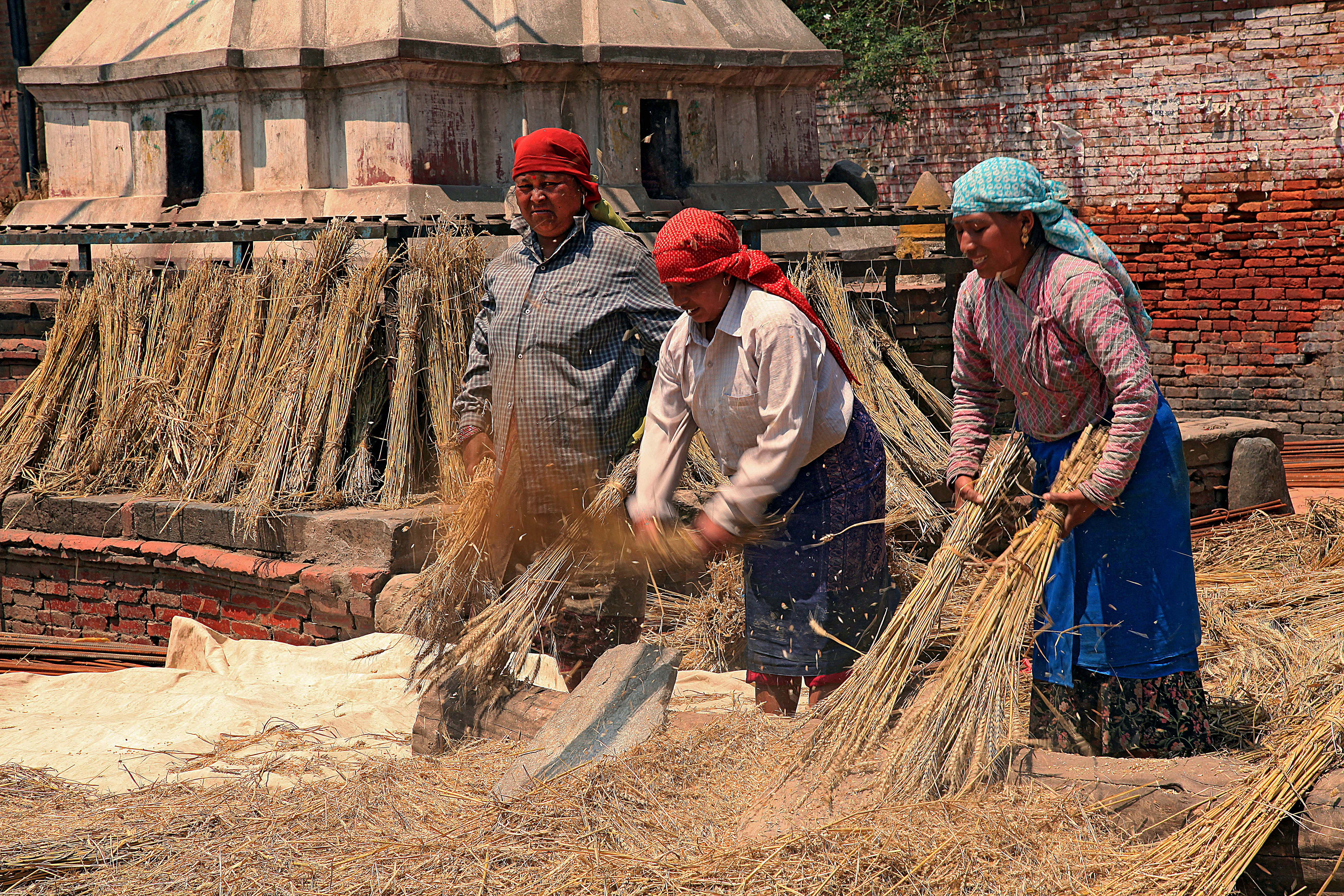
Battage (chaubage) par des femmes, Népal, 2011.

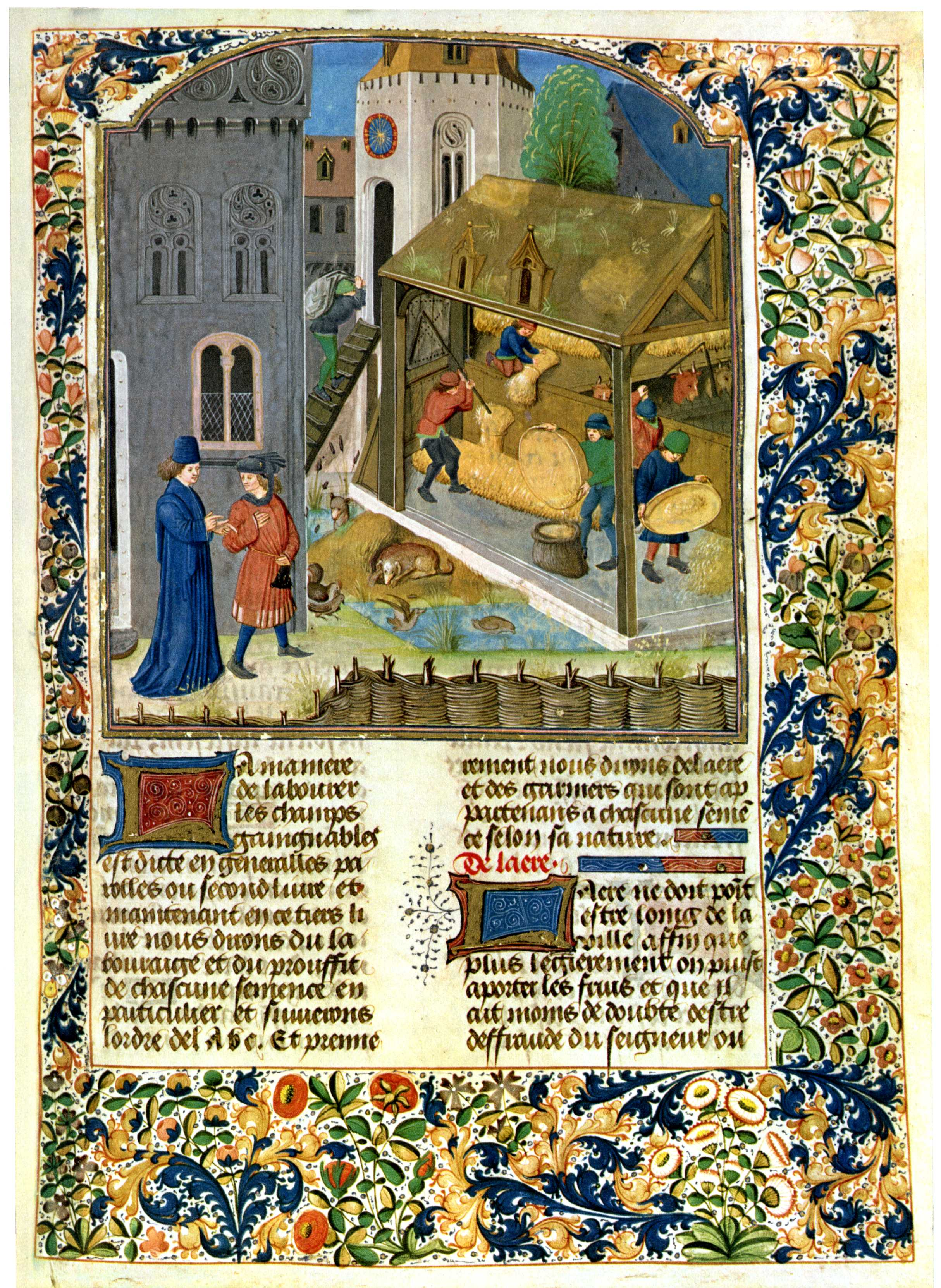
Sur cette page enluminée du Rustican de Pietro de' Crescenzi (troisième quart du XVe siècle) consacrée à la céréaliculture, trois opérations sont réunies : le battage, le vannage et l'engrangement.

En agriculture, le battage est une opération consistant à séparer de l'épi ou de la tige les graines des céréales, à extraire de leurs gousses des graines de légumineuses comme les haricots secs et plus généralement à séparer les graines mûres du reste de la récolte quel que soit le type de plante.
Le battage se fait d'abord à la gaule ou au fléau sur une aire à battre au moins depuis la plus haute Antiquité. On procède aussi par dépiquage (ou dépicage), terme réservé au travail effectué par foulage ou avec des outils traînés, généralement avec des bêtes (dépiquage animal),. Avec la révolution agricole vient l'utilisation de batteuses mécaniques.
On a aussi utilisé les mots battaison et batteries (au pluriel, en Poitou par exemple). Au Moyen Âge, une batterie était un salaire reçu pour un battage de grains.
Le terme d'égrenage est également utilisé pour le battage du riz, des gousses d'arachide, des épis de maïs et pour la séparation des graines de coton de leurs fibres (voir cotton gin). Égoussage se rencontre pour le battage des graines de légumineuses (arachide, haricot).
Le décorticage est une opération complémentaire optionnelle de même finalité. Elle consiste à séparer les glumelles des grains lorsque celles-ci adhèrent au caryopse des graminées et concerne des espèces ou variétés à grains vêtus : orge, riz paddy, épeautre…

## Historique

### Le battage de l'Antiquité au Moyen Âge
Dès le VIIIe siècle avant J.C. différentes méthodes sont évoquées dans les textes :
- Au tribulum (traineau à dépiquer), chez Homère et dans la Bible (Isaïe 41, 15, 16)
- Foulage par des esclaves (Hésiode)
- Piétinement par des pourceaux (Hérodote)

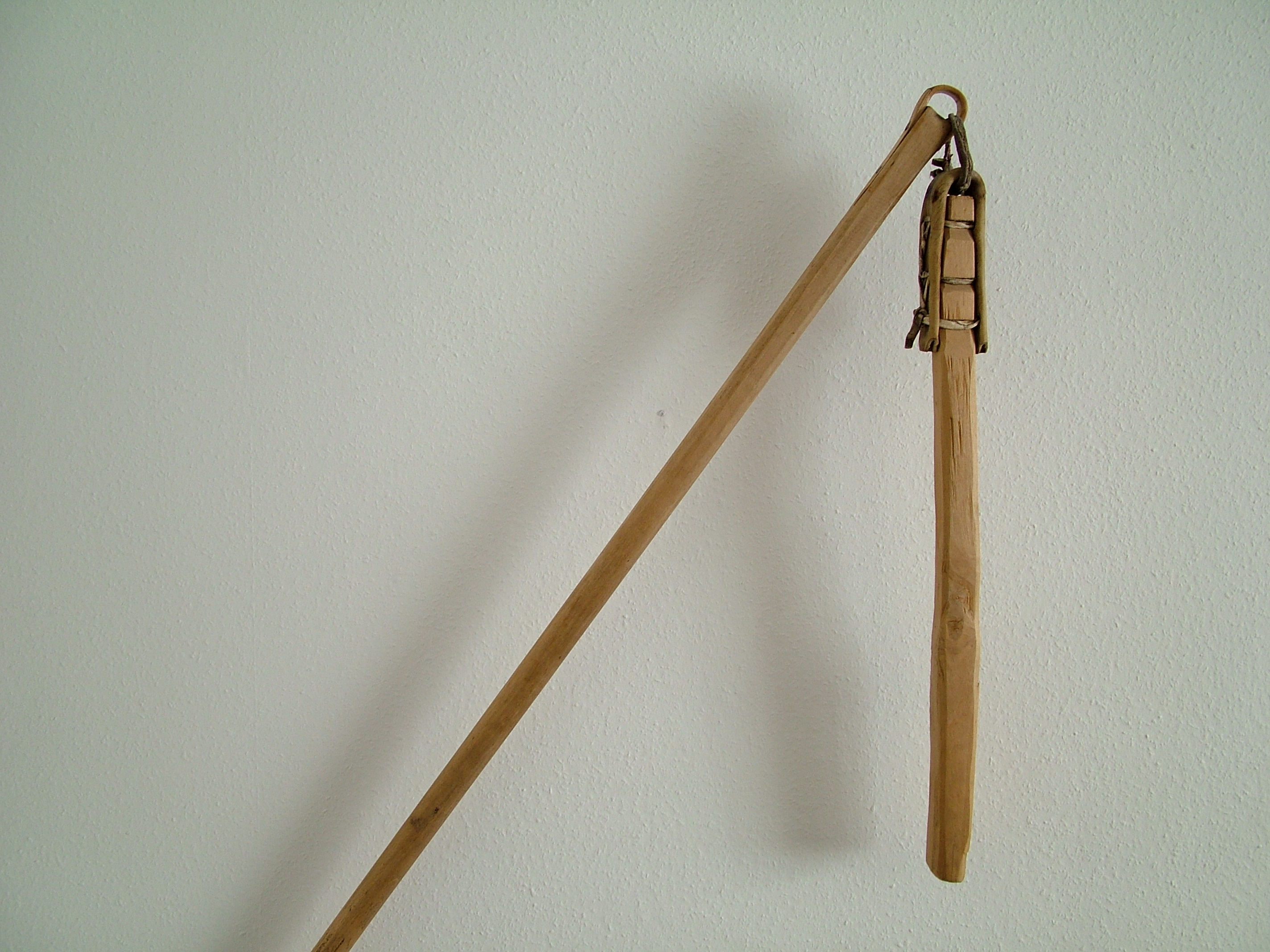
Fléau

Suivant les endroits, le battage se fait, à la gaule de bois vert, au tribulum, avec le plostellum punicum (traîneau composé de plusieurs petits rouleaux à dents en usage chez les Carthaginois, avec la traha (traineau constitué de planches lisses), toujours sur une aire bien préparée ; en Grèce le fléau apparaît au IVe siècle après J.C..
Au Moyen-Âge en France ces méthodes sont encore attestées sans changements notables, une attention particulière étant portée à la préparation de l'aire (terre battue bien damée) ; le dépiquage avec un attelage à grand rouleau apparaît à la fin de la période.
La paille était séparée à la fourche et le vannage se faisait au crible ou van.

### Le passage au battage mécanique en Europe

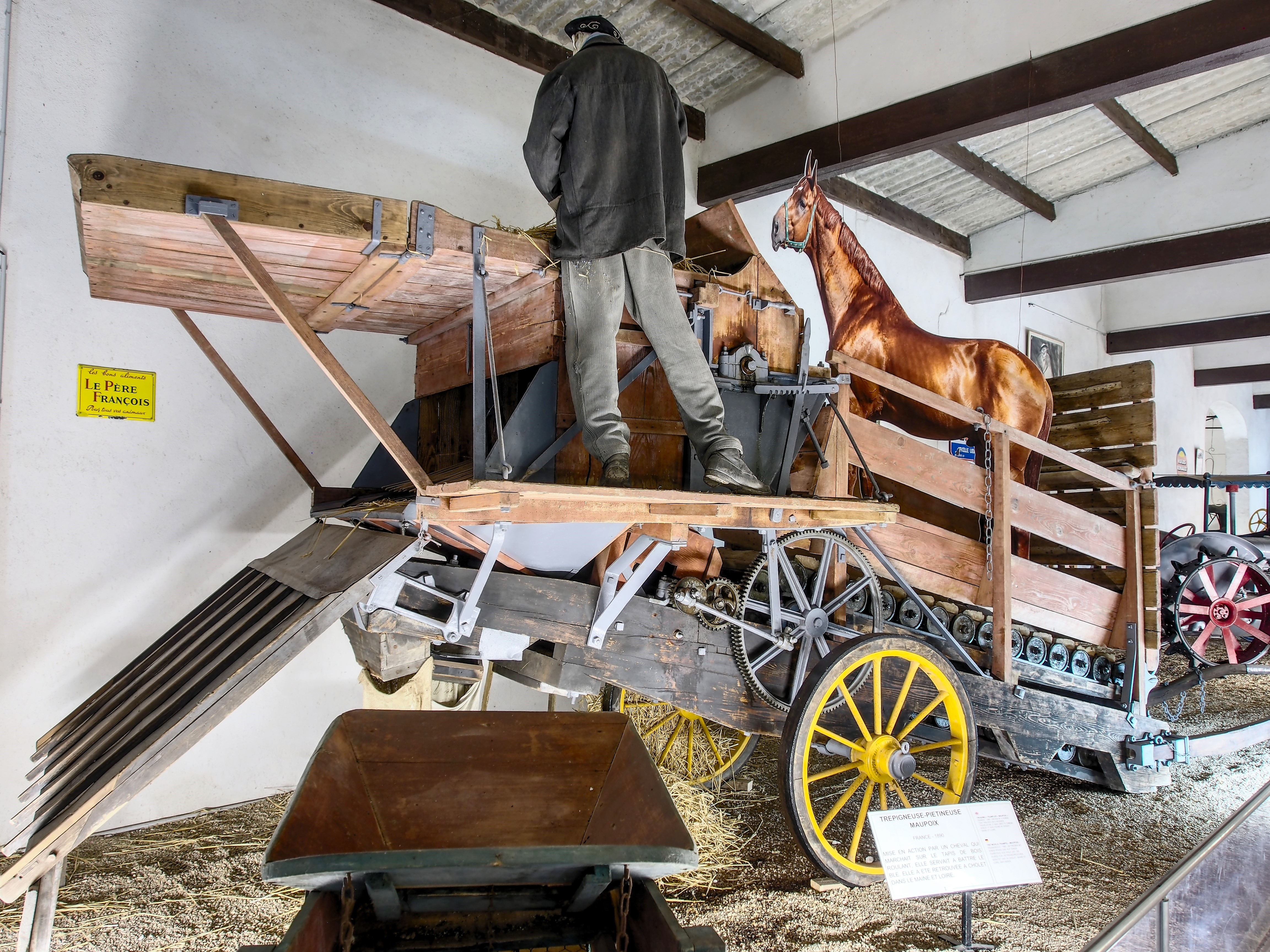
Reconstitution de battage avec une batteuse à trépigneuse intégrée, Musée Dufresne, Azay-le-Rideau.

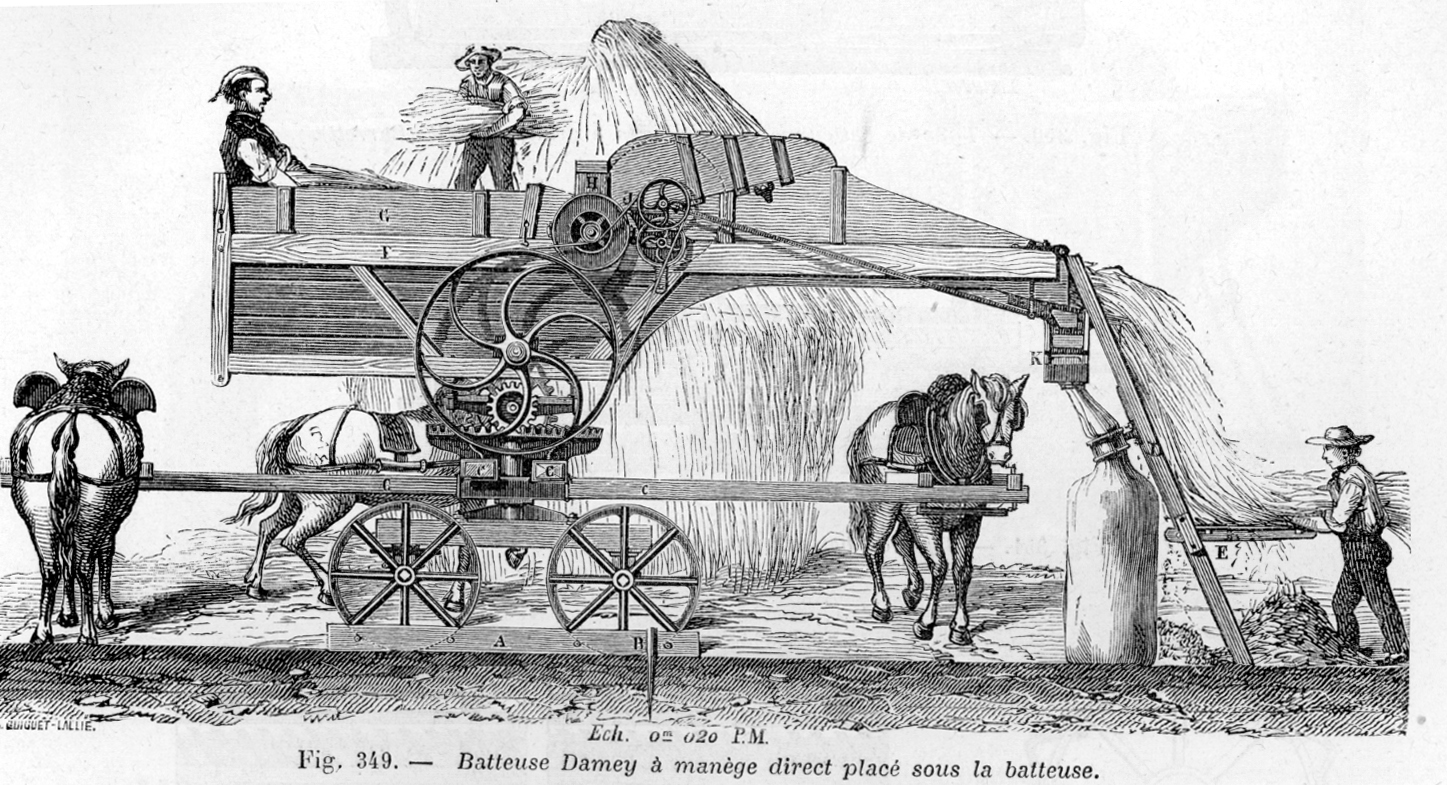
Battage avec une batteuse à manège intégré, 1881

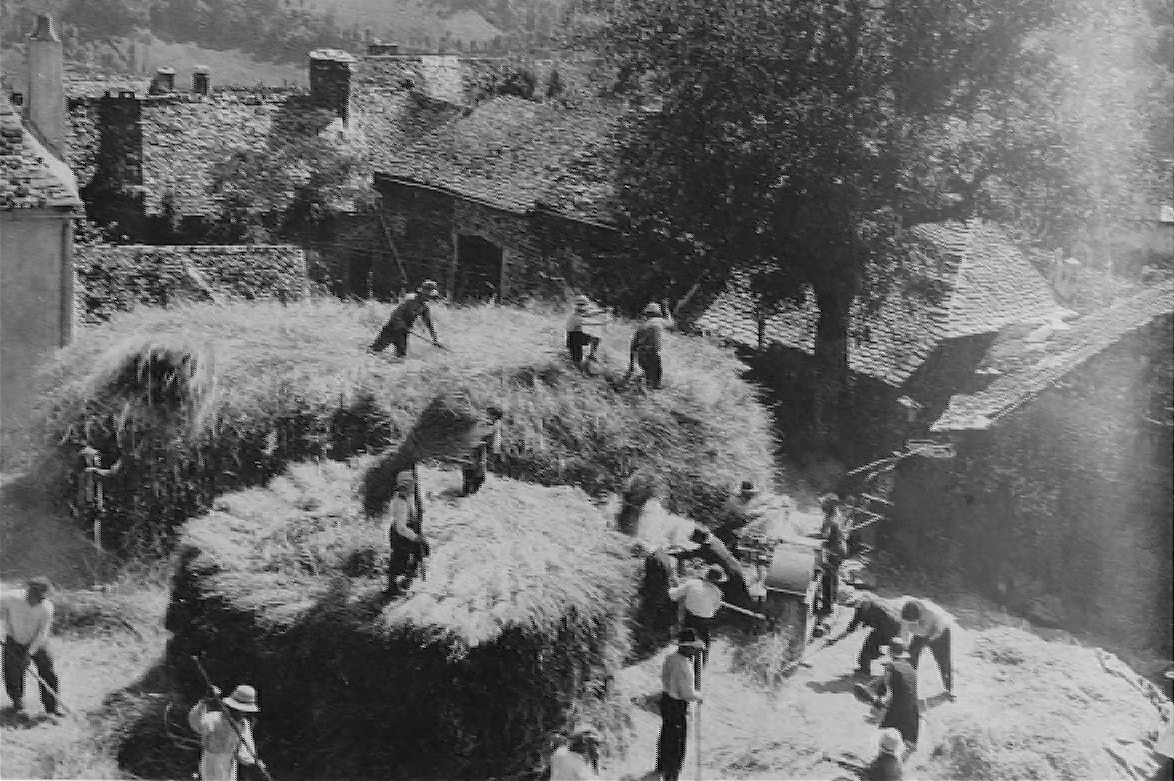
Battage à l'aide d'une batteuse manuelle, Aveyron, 1932. Le gerbier est au premier plan, le pailler au second. La paille et le grain sont triés au sol sur l'aire à la sortie de la batteuse (en bas à droite).

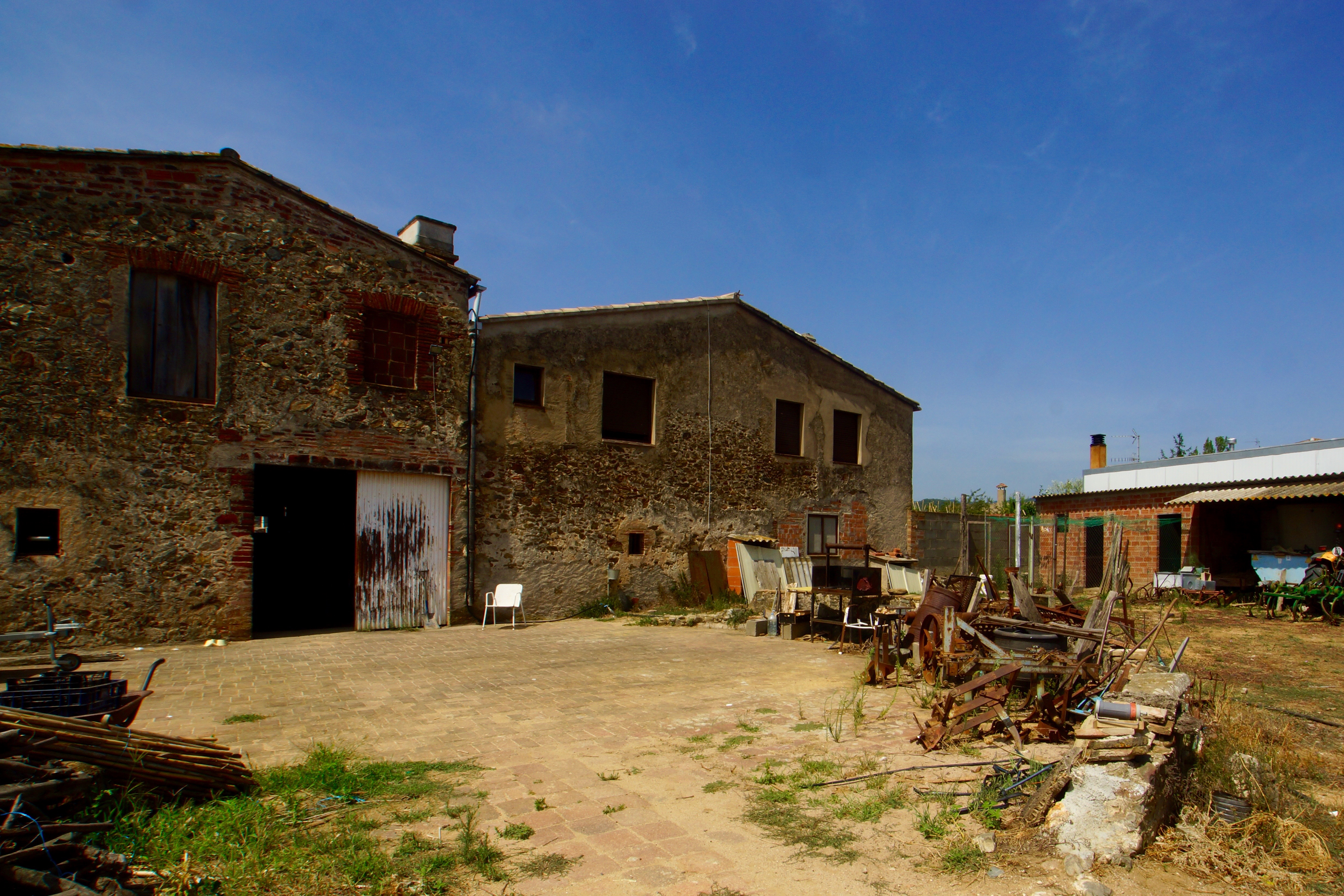
Aire de battage pavée désaffectée, Calonge, Catalogne

Le piétinement par de nombreux animaux ou le passage de machines lourdes nécessite une aire de battage encore mieux stabilisée. Des aires pavées sont attestées.
La première batteuse avait été mise au point par Andrew Meikle, un ingénieur écossais, vers 1786. Ces machines furent d'abord des batteuses manuelles à manivelle (ressemblant à première vue à de gros tarares). Ces machines ne possédaient pas de système de ventilation suffisant. Aussi comme avec le grain issu du battage manuel ou du dépiquage, il fallait encore séparer ce grain des menues pailles et des balles qui l'accompagnaient en le vannant. Le tarare qui mécanise le vannage se répand à la même époque.
Les batteuses furent ensuite entraînées par des animaux (bœufs ou chevaux) à l'aide du manège ou de la trépigneuse et on leur incorpora un système de vannage et de tri.

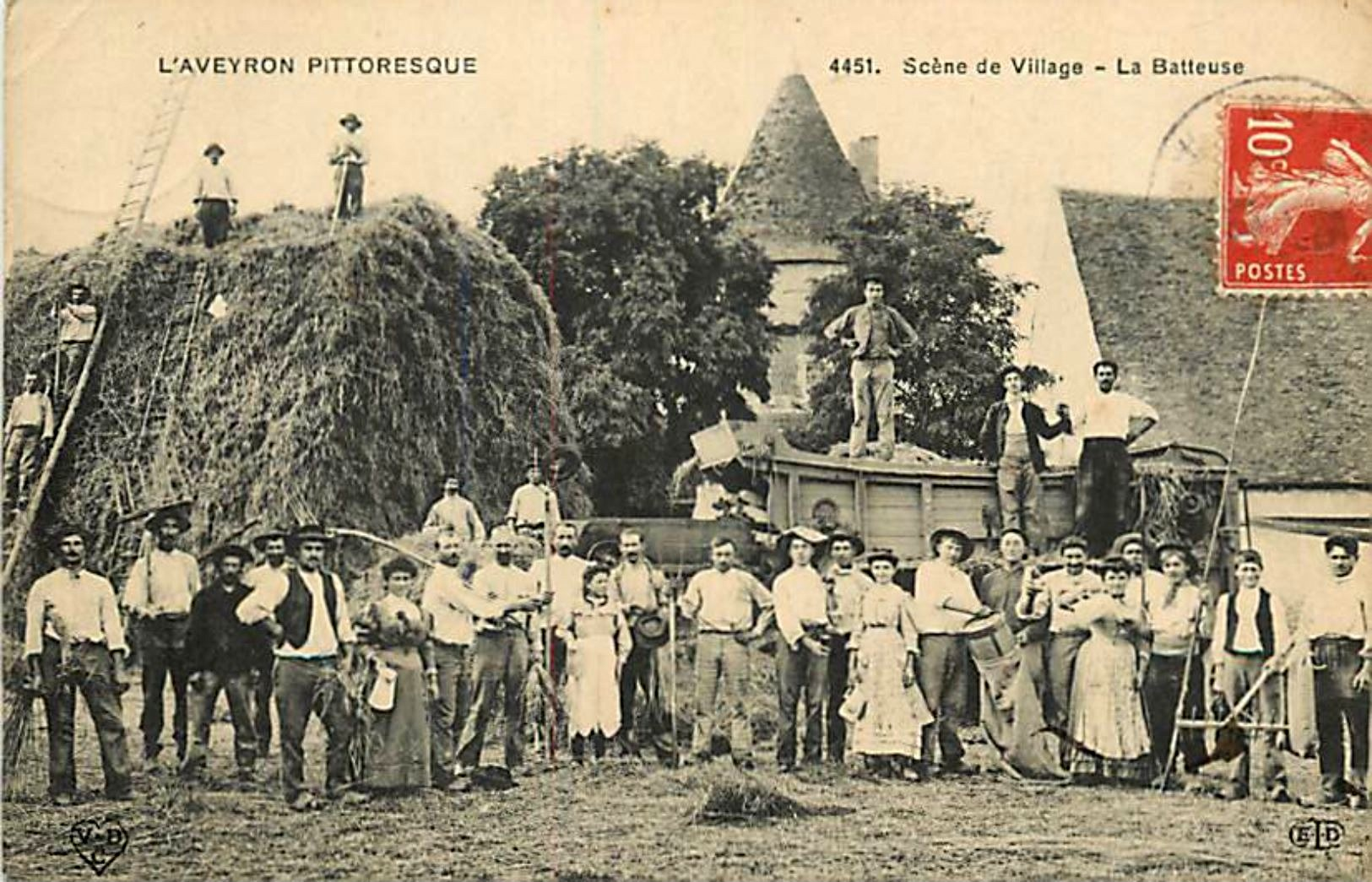
Équipe de battage en Aveyron, le dressage du pailler presque terminé se fait à l'aide d'une échelle. Certains personnages tiennent en main un bouquet de moisson ou la dernière poignée d'épis.

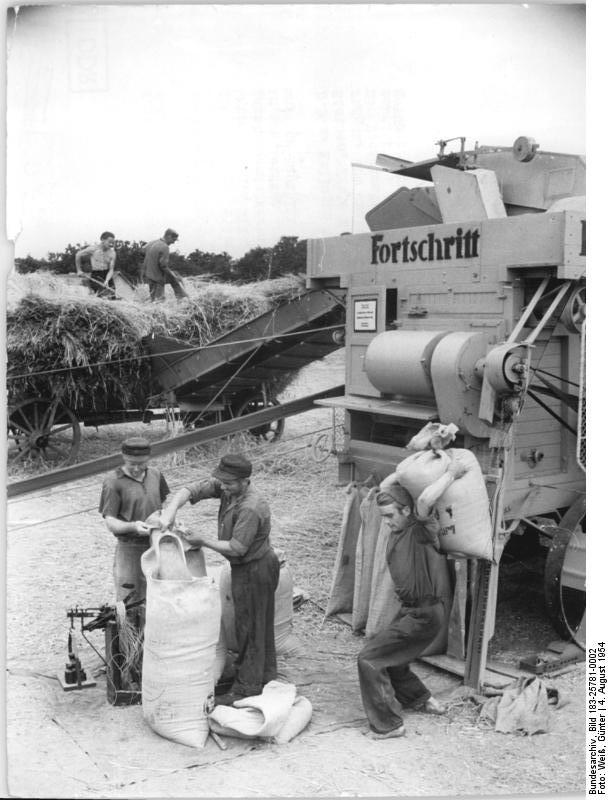
Endossage et pesage de sacs de grains, Allemagne de l'Est, 1952. Fortschritt (Progrès) était la marque du conglomérat produisant les machines de récolte de la RDA.

Le battage évolue à partir de la fin du XIXe siècle avec l'emploi de la vapeur déplaçable (locomobile) qui peut entraîner des batteuses plus importantes. En dehors des très grandes exploitations qui peuvent engager suffisamment d'ouvriers, le battage mécanique donne lieu à un travail solidaire entre voisins, et souvent dans la parentelle, et à l'établissement de tours de rôles. En France, la batteuse et la locomobile qui l'entraîne peuvent être louées à un entrepreneur mais sont de plus en plus souvent acquises en syndicat; entre 1882 et 1892, le nombre de locomobiles à usage agricole augmente de 30 %. C'était un travail dur mais aussi une fête autour d'énormes repas où la boisson ne manquait pas. Lors d'un battage avec une batteuse modeste, il fallait compter une vingtaine de travailleurs endurants dont des jeunes suffisamment athlétiques pour porter des sacs d'environ 100kg, cinq ou six femmes pour la cuisine et le service (le café de l'aube et trois repas d'exception avec cochonnailles et volailles), des enfants pour proposer le vin, bu généralement coupé d'eau, et l'eau-de-vie et enfin au moins quatre bœufs pour le déplacement des machines.
Lorsque l'on a disposé de la puissance d'entraînement suffisante, on a encore adjoint à la batteuse une soufflerie pour évacuer les balles (ou faluns que l'on conservait pour l'alimentation de animaux ou l'isolation des silos de raves), un monte-paille (photo d'en-tête) et enfin une presse à paille stationnaire.
Par la suite, le ramassage du blé et son battage ont été proposés sur une même machine (moissonneuse-batteuse). Les moissonneuses-batteuses sont aujourd'hui des machines polyvalentes qui sont adaptées au battage de la plupart des récoltes moyennant le changement ou la modification de la table de coupe et le réglage du batteur et des systèmes de vannage et triage.

#### Traditions
Voir aussi Moisson (agriculture)#Rituels

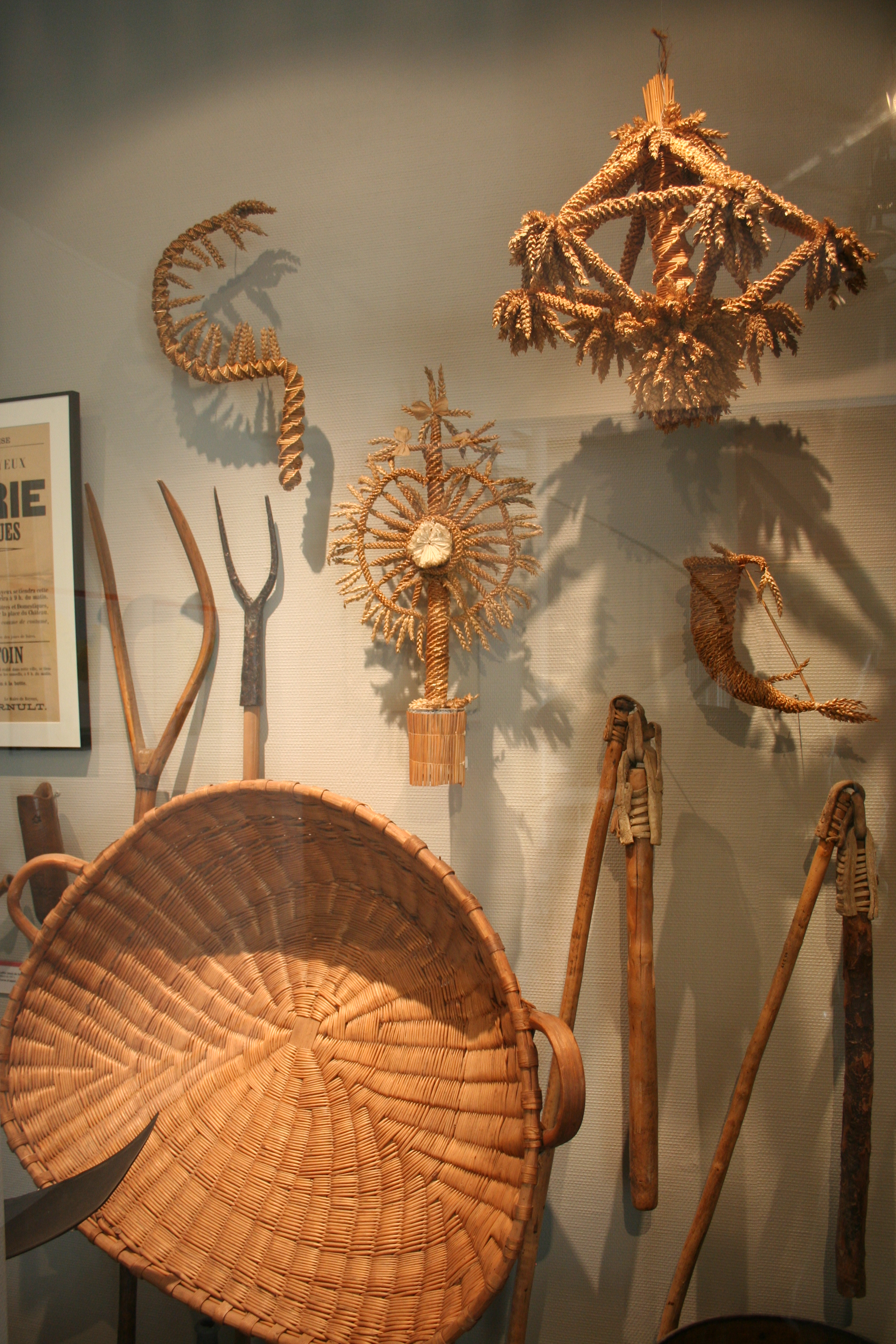
Croix et objets votifs de moisson en paille tressée, fléaux et panier de vannage, Normandie

Le battage en commun a été l'occasion d'affermir les rituels de moisson. Outre les repas, on peut mentionner celle des croix et bouquets de moisson que l'on mettait alors en évidence.

## Techniques de battage diverses
Il existe des opérations voisines toujours en usage dans certains pays ou régions : 
- Battage et vannage du riz paddy (égrenage manuel ?), Japon années 1890.l'égrenage manuel

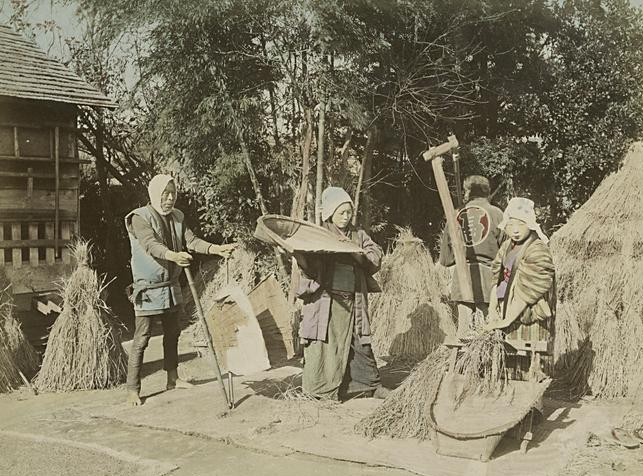
Battage et vannage du riz paddy (égrenage manuel ?), Japon années 1890.

- le foulage, par piétinement humain ou animal ; le foulage par des animaux est aussi appelé dépiquage[2],
- le chaubage, battage à la main contre un corps solide
- le dépiquage, à l'aide d'un rouleau ou d'une planche à dépiquer
- Le battage des épis de maïs et du riz, traditionnellement réalisé avec des batteuses plus compactes et plus simples
- Le moissonnage-battage qui est le plus souvent la règle aujourd'hui.

L'écrivain Pierre Jakez Hélias donne une description complète de cette opération telle qu'elle était effectuée dans les campagnes françaises dans la première moitié du XXe siècle. Il évoque le passage du fléau à la batteuse.

### Battage au fléau
Le battage peut être réalisé manuellement à l'aide d'un fléau. Cette opération, pratiquée durant des siècles, est aussi l'occasion d'une expression artistique :

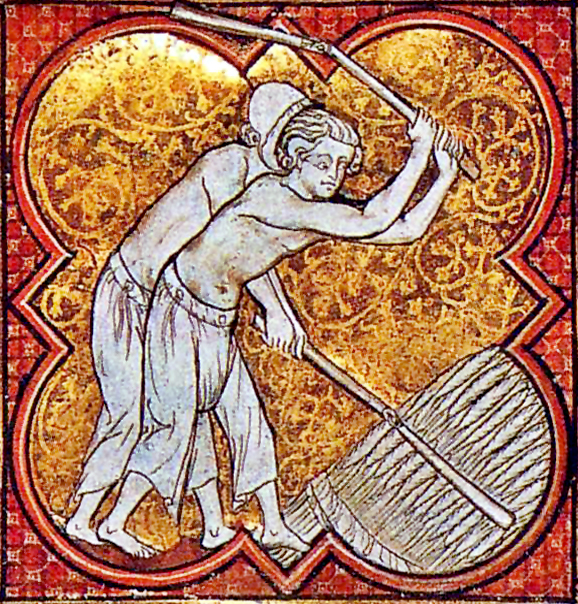
calendrier-martyrologe de l'abbaye de Saint-Germain-des-Prés, XIIIe siècle (BNF).
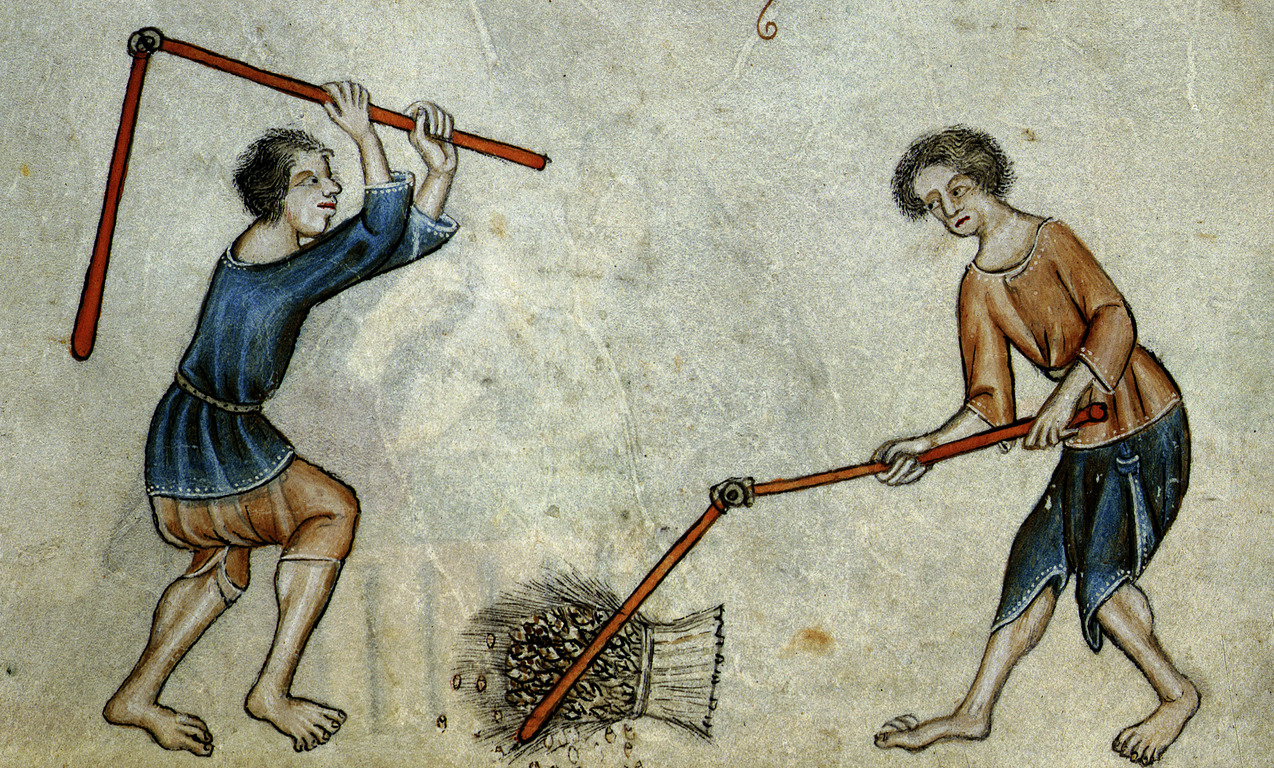
Deux hommes battant le blé, 1325-1335, psaumes (British Library).
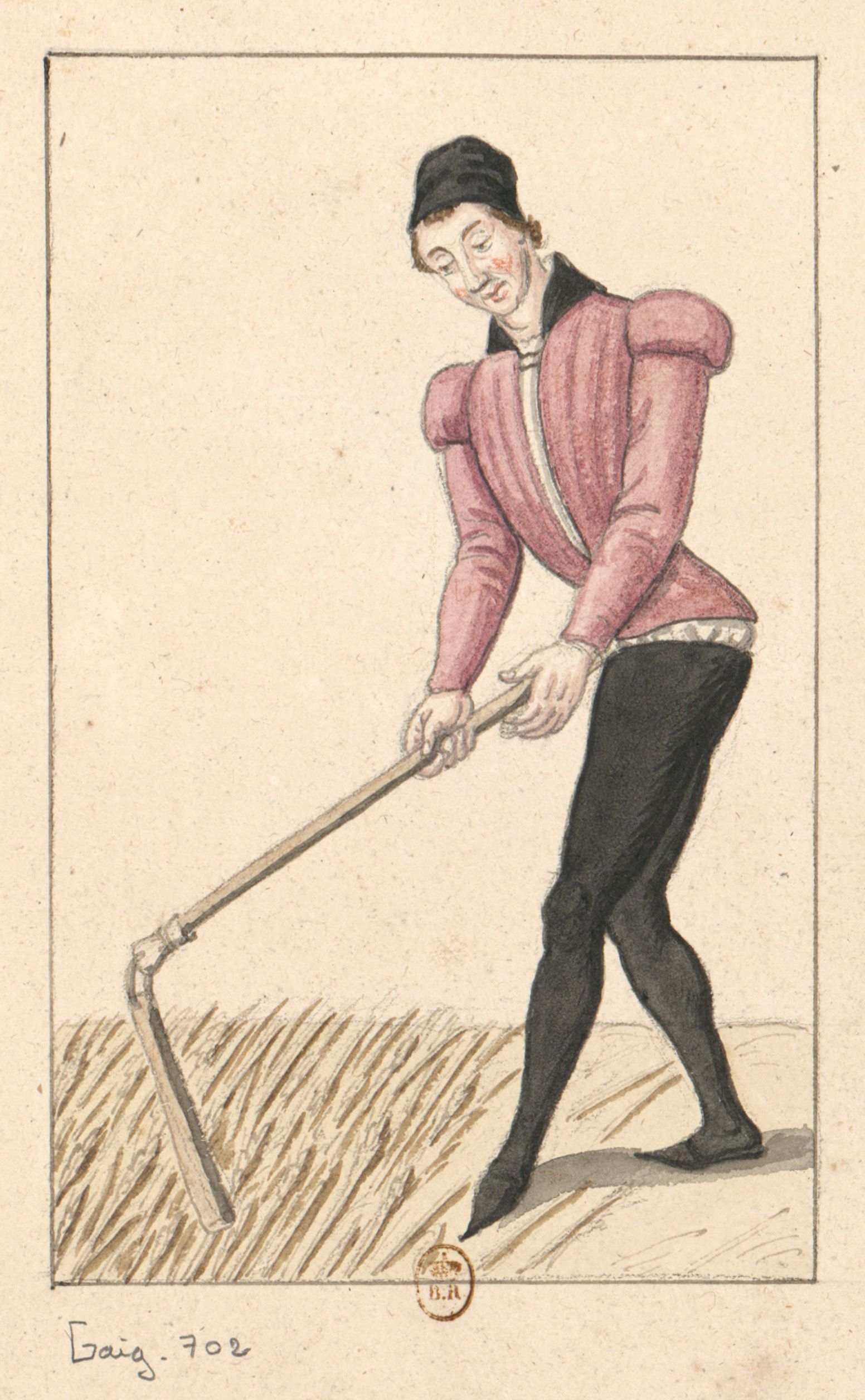
Batteur au fléau du XVe siècle.

Le battage est aussi l'occasion de chansons, sans doute pour battre en rythme :
Un, dos, tres, quatre
de segar en ve el batre
segarem, batrem
quina feina que tendrem
hem segat, hem batut
quina feina que hem tengut
Barrabís, barrabàs
Bis bas, pis pas
Un, deux, trois, quatre/ voici la moisson puis le battage/ nous moissonnerons, nous batterons/ quel travail nous aurons/ nous avons moissonné, nous avons battu/ quel travail nous avons eu/ Barrabís, barrabàs/ Bis bas, pis pas (chanson majorquine en catalan).

### Dépiquage «animal»

Dépiquage
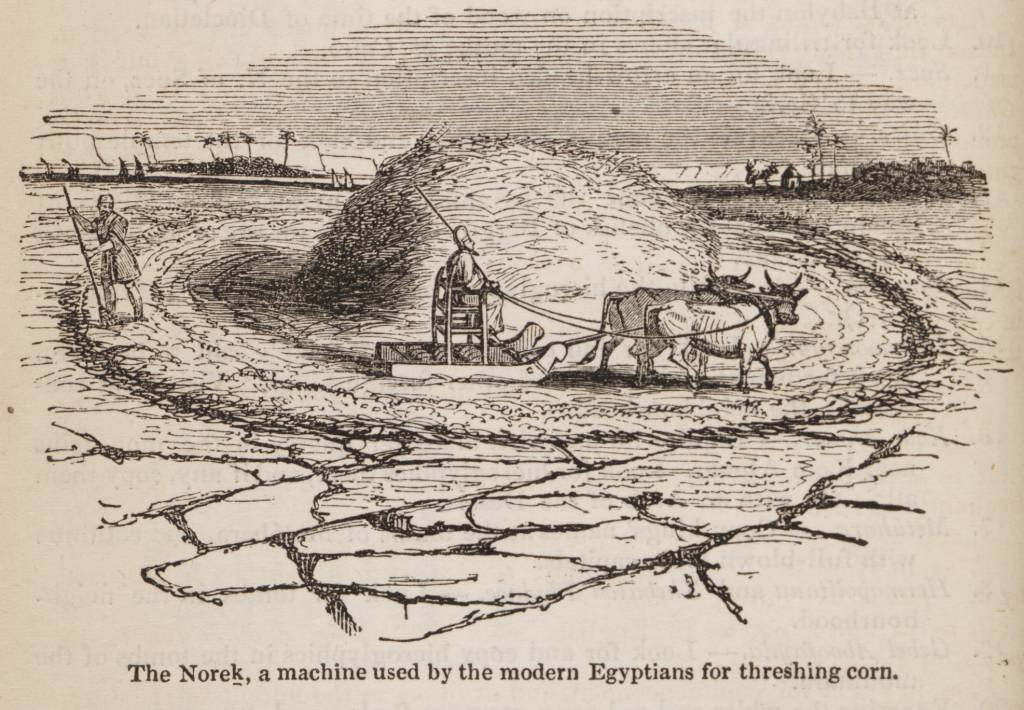
Dépiquage au norek (plaustellum, traîneau à petits rouleaux), Égypte, 1847
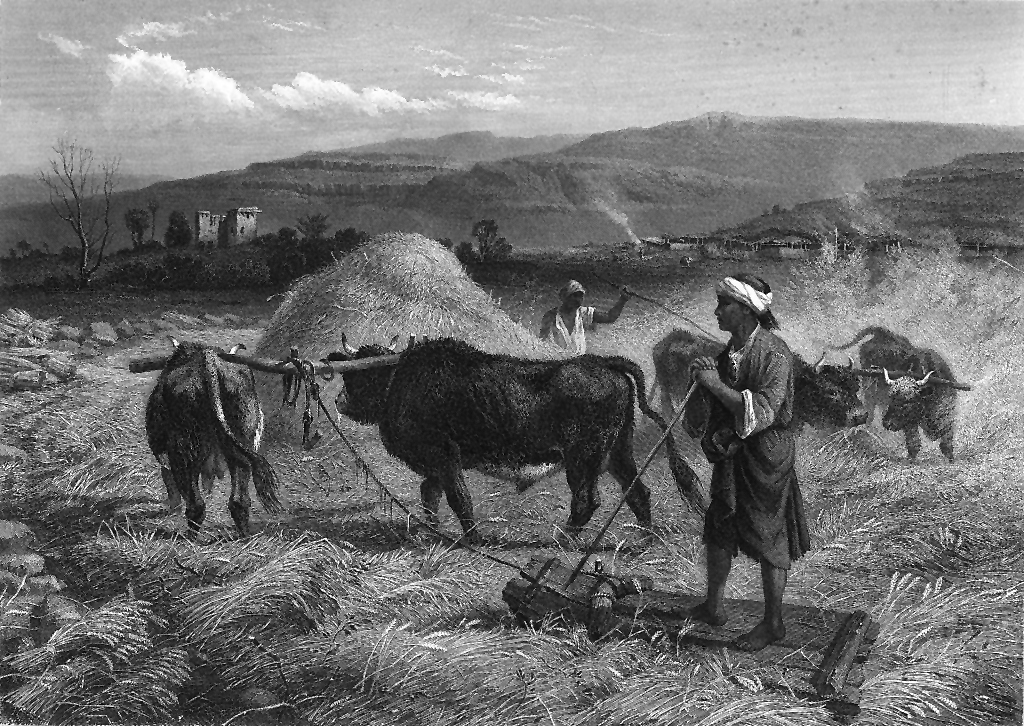
Dépiquage au traineau à dépiquer (tribulum), 1884 Proche-Orient
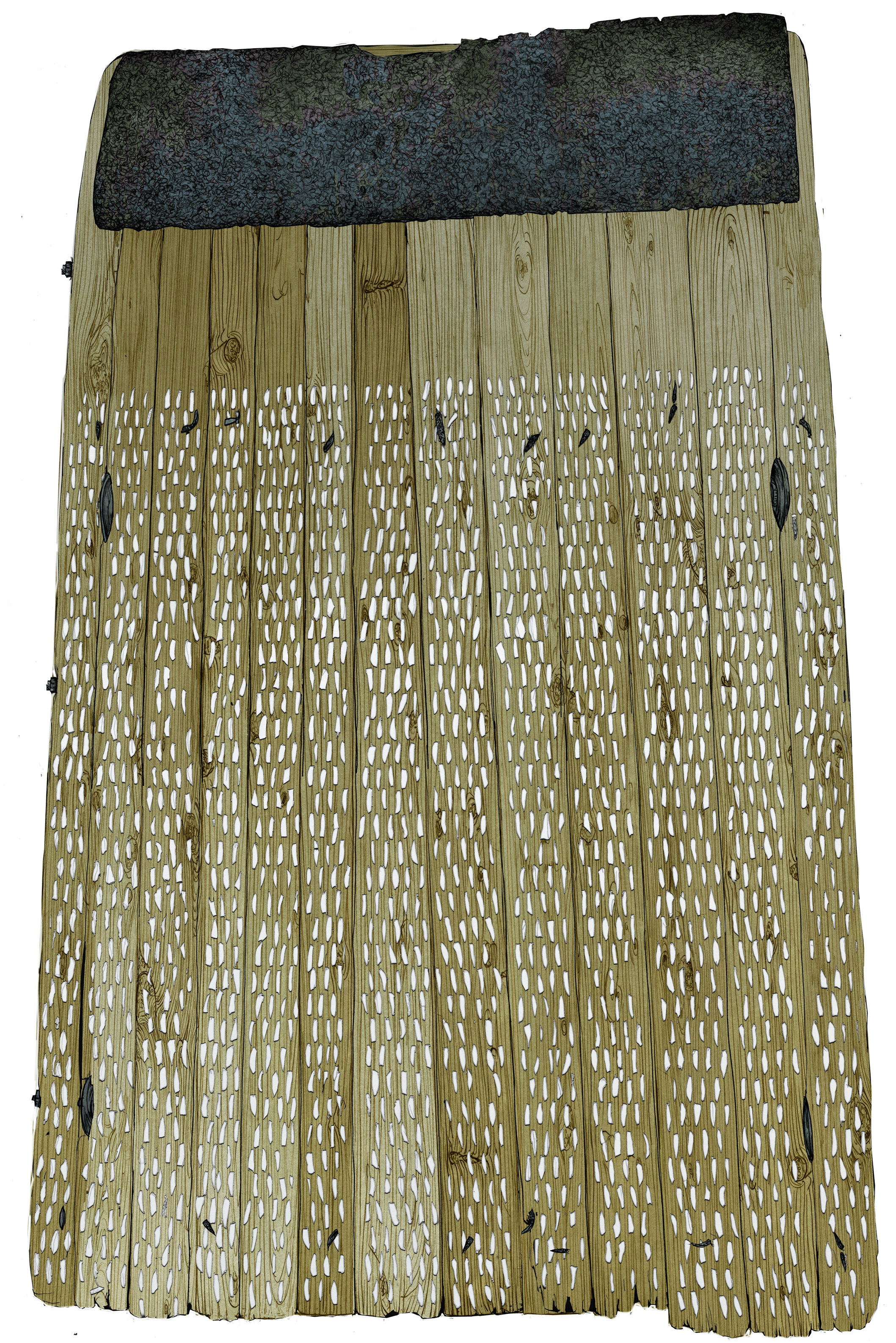
Envers, fiché de petits silex, d'un traîneau à dépiquer, Espagne
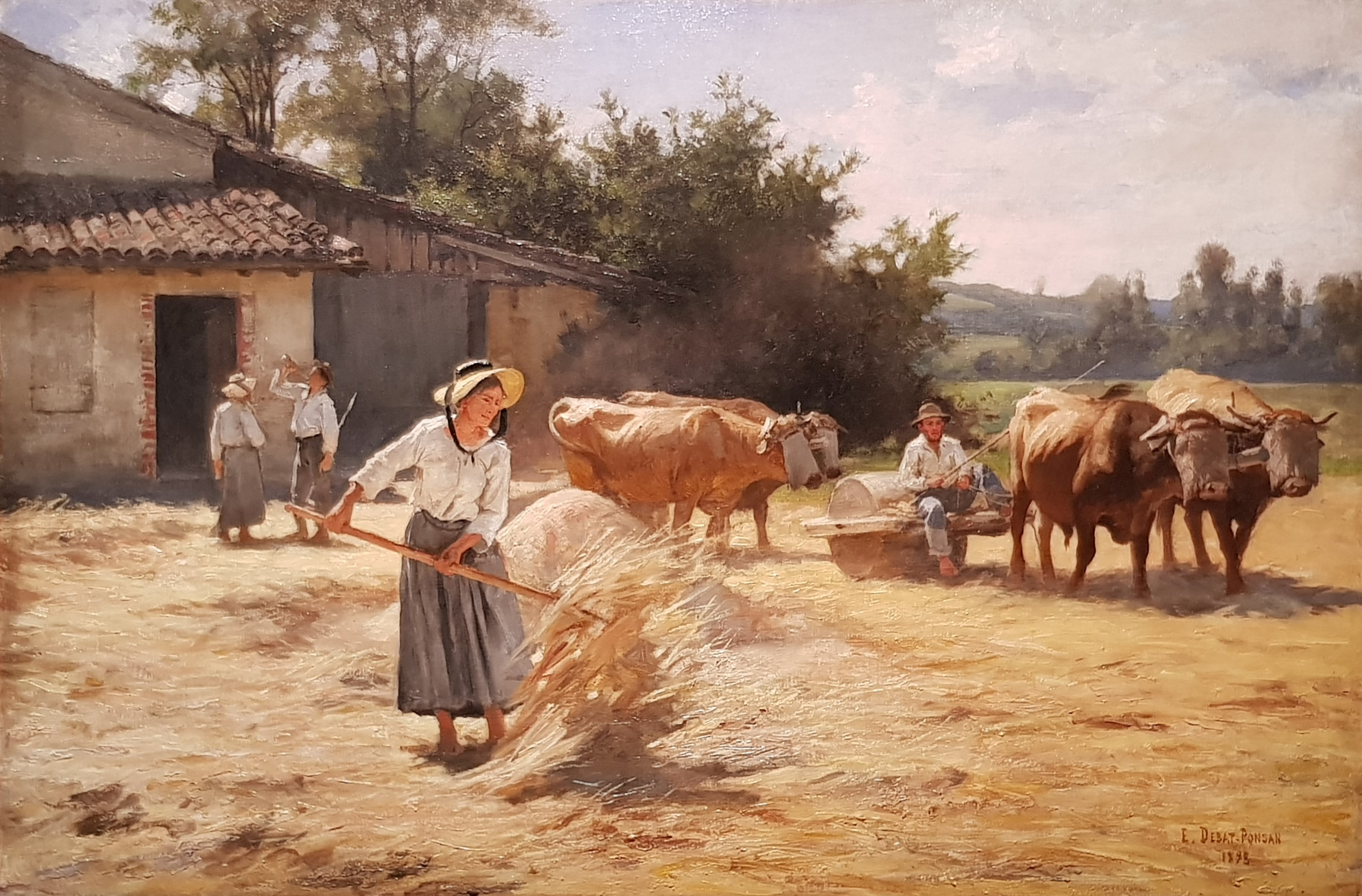
Dépiquage au rouleau avant 1913
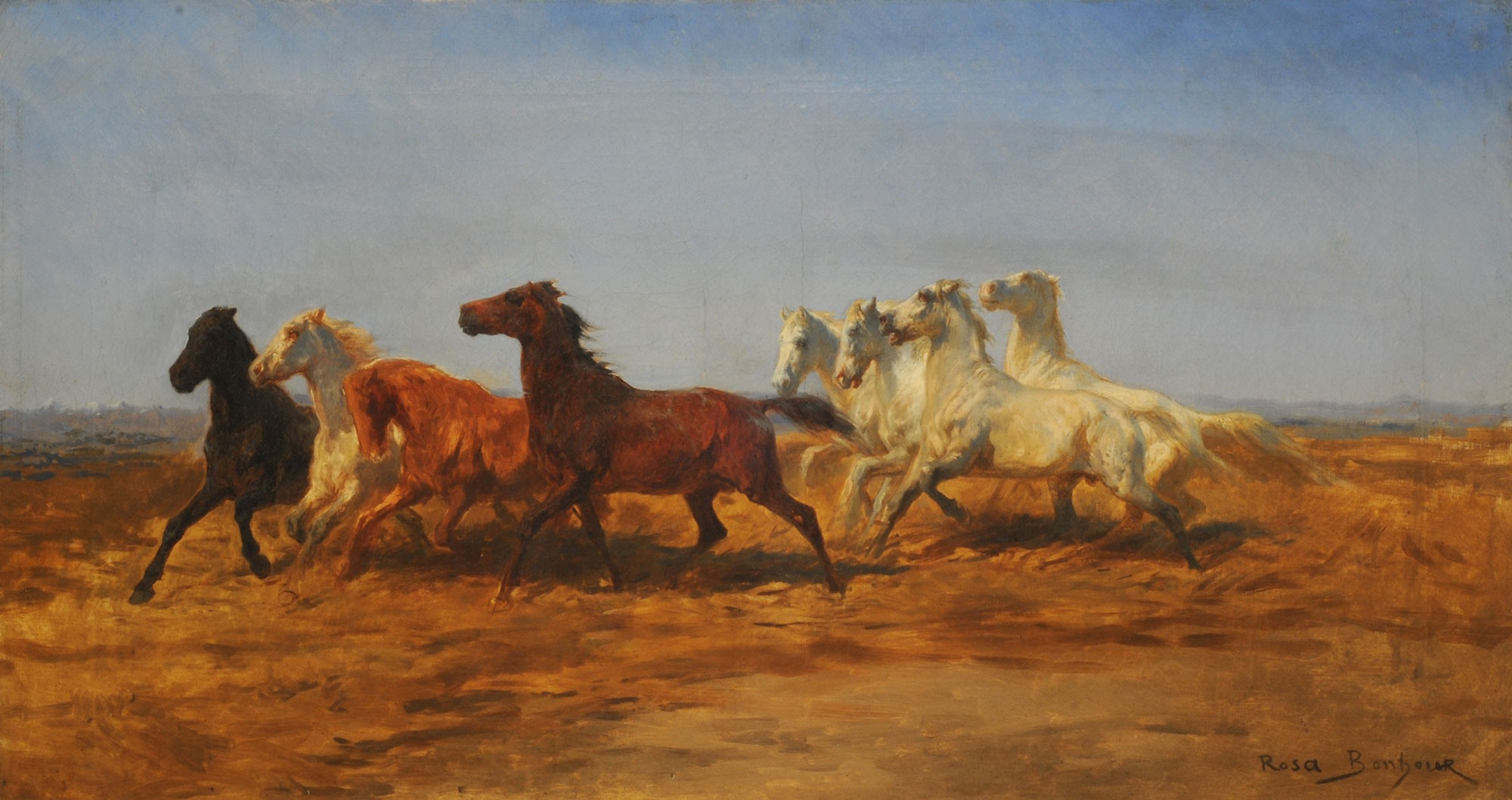
Battage Rosa Bonheur (1822-1899) Musée national des Beaux-Arts (Argentine)
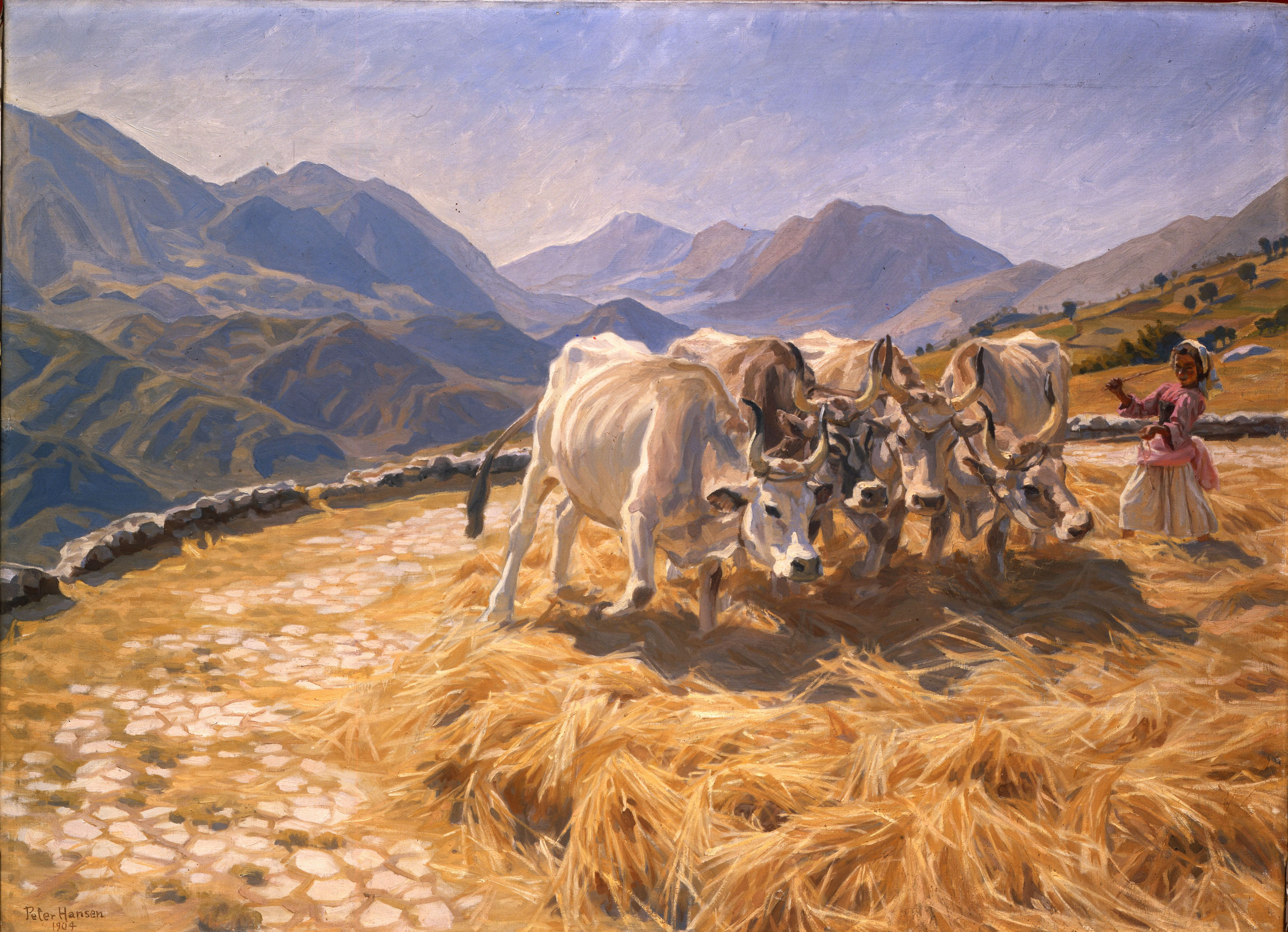
Battage avec des bœufs dans les Abruzzes, Peter Hansen, 1904

C'est une méthode qui était jusqu'au début du XIXe siècle plutôt pratiquée dans le sud de la France et de l'Europe. Dans les régions sèches, le dépiquage détache le grain par froissement ; dans les régions humides, il faut joindre le choc du fléau pour ce faire.
Selon l’Encyclopédie des gens du monde, le dépiquage animal se pratiquait généralement sur une « aire » ou « place » de terre battue avec régularité et force. On y amenait les gerbes de céréales (dont les pailles étaient alors plus longues qu'aujourd'hui). On en coupait les liens de manière à former des cercles, où la paille occupe la partie supérieure, alors que les épis reposent sur le sol. Deux ou trois couples de chevaux, bœufs, ânes, baudets ou mulets, attachés deux à deux et les yeux bandés, étaient alors guidés au moyen d'une longe assez longue par un conducteur debout au centre de l'aire. Armé d'un fouet, le conducteur faisait tourner les animaux « dépiqueurs ». Aux extrémités du cercle, avec des fourches en bois des « valets » repoussaient sous les sabots des animaux la paille incomplètement brisée et l'épi non dépouillé de son grain.
Le cheval et la mule étaient préférés aux bœufs, leur trot dépiquant le grain plus rapidement. Que le nombre des paires soit de deux, de trois ou de quatre, selon l'importance de la récolte ou la nécessité de presser le dépiquage, on les mettait de front et l'opération pouvait durer du lever au coucher du soleil. Chaque quart d'heure, les animaux avaient droit à un court repos, avec une pause un peu plus longue aux heures des repas. L'inconvénient de cette méthode était que la paille était systématiquement salie par les déjections des animaux et qu'elle ne pouvait alors être conservée correctement.
En 1861, une étude de zootechnie décrit ainsi le dépiquage avec des chevaux de race Camargue :

« Dès que le jour commence, vers trois ou quatre heures du matin, les chevaux montent sur les gerbes posées verticalement l'une à côté de l'autre, et là, marchant comme dans le plus grand bourbier possible, ils suivent péniblement les primadiers enfoncés dans la paille, ne sortant que la tête et le dos : cela dure jusqu'à neuf heures. Ils descendent alors pour aller boire. Une demi-heure après, ils remontent, et trottent circulairement jusqu'à deux heures, moment où on les renvoie encore à l'abreuvoir. Ils reprennent le travail à trois heures jusqu'à six ou sept, et ne cessent de tourner au grand trot sur les pailles, jusqu'à ce qu'elles soient brisées de la longueur de 3 à 6 pouces. On peut supputer que dans cette marche pénible, les chevaux font de 16 à 18 lieues par jour, quelquefois plus, sans qu'on leur donne une pincée de fourrage, réduits qu'ils sont à manger à la dérobée quelques brins de paille et quelques-uns des épis qu'ils ont sous les pieds. Ce travail se renouvelle assez ordinairement tous les jours pendant un mois et plus. On a souvent essayé d'y soumettre des chevaux étrangers ; ceux-ci n'ont jamais résisté au même degré que les camargues »

— M. Truchet cité par Eugène Gayot, La connaissance générale du cheval : études de zootechnie pratique
.

### Chaubage

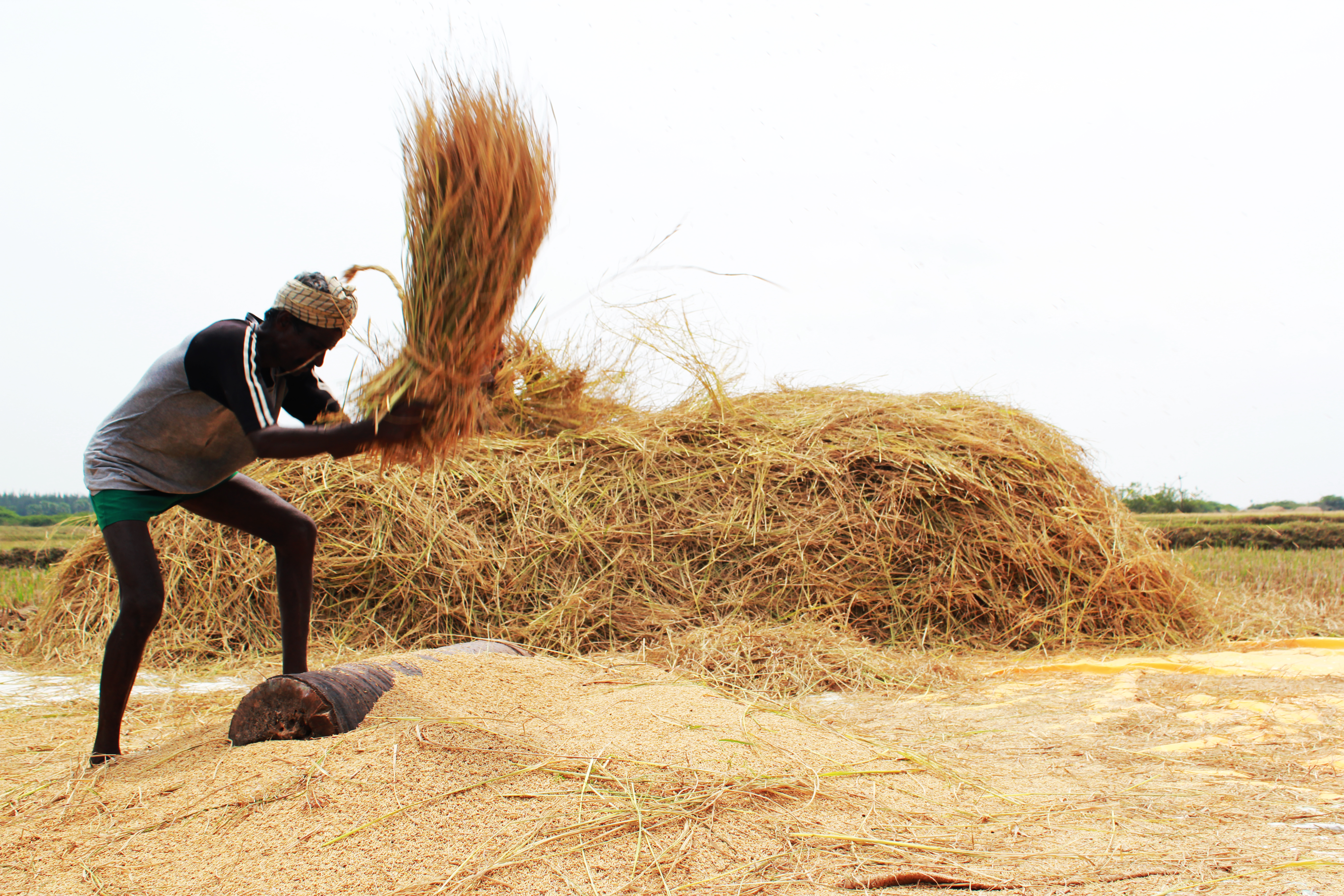
Chaubage (Inde).

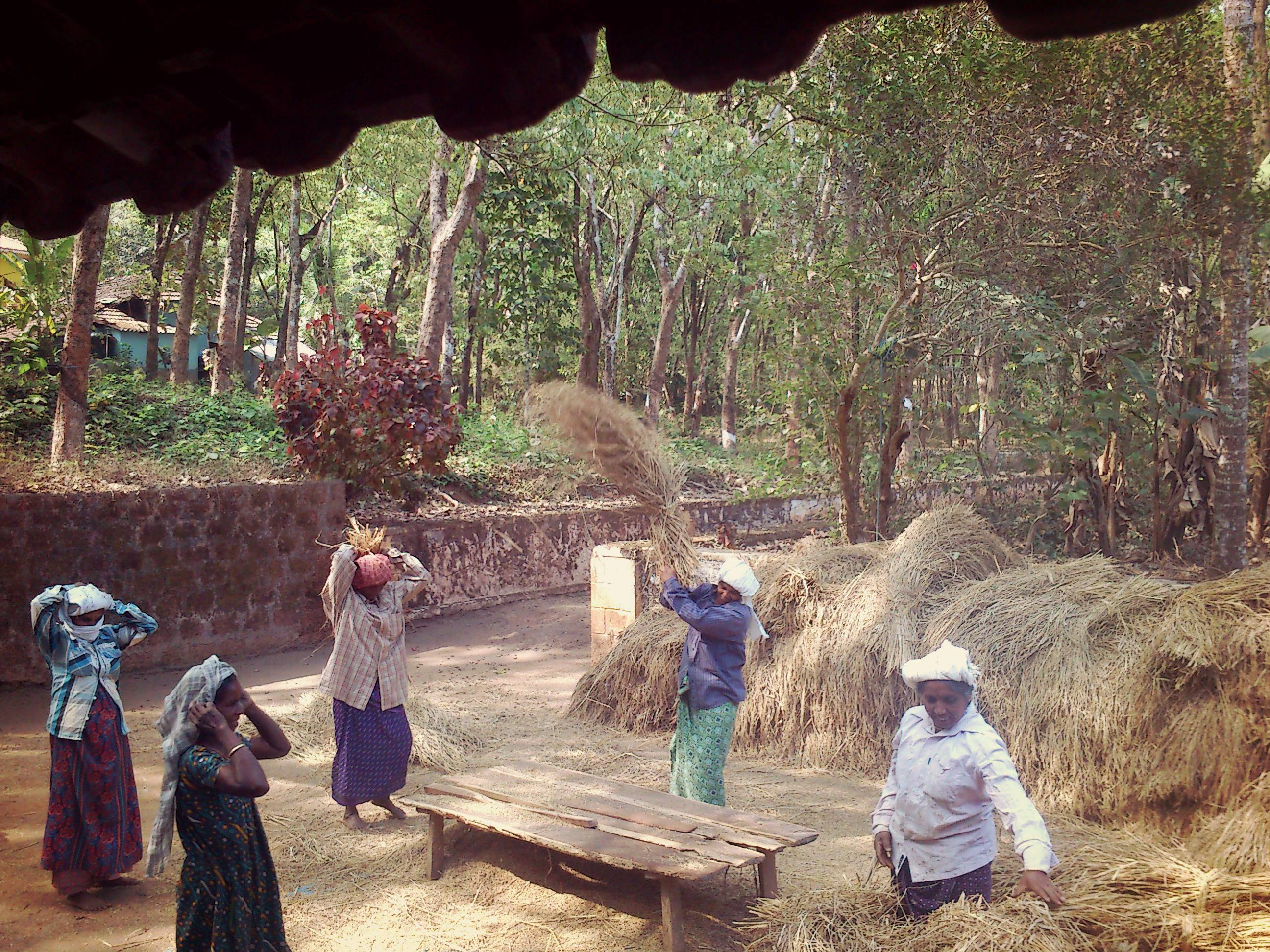
Chaubage de riz paddy sur des planches par des femmes, Inde, 2014

Le chaubage est un procédé de battage par lequel on égrène les épis en les frappant par poignées sur un corps solide (rebord de table, planche posée sur champ). Il présente l'avantage de laisser la paille intacte.
Ce procédé était employé en Europe principalement avec le seigle dont les pailles sont très longues pour faire des liens (de gerbes en particulier) ou servir à d'autres usages comme le chaume de couverture  ou la vannerie. Lors des moissons à la faux ou à la moissonneuse-javeleuse, des enfants étaient chargés de disposer un lien préparé (toron de pailles de seigle ou de blé chaubées) auprès de chaque javelle à terre. Une personne expérimentée liait ensuite cette javelle qu'on appelait dès lors une gerbe. Cette pratique a disparu avec la moissonneuse-lieuse.

### Moissonnage-battage

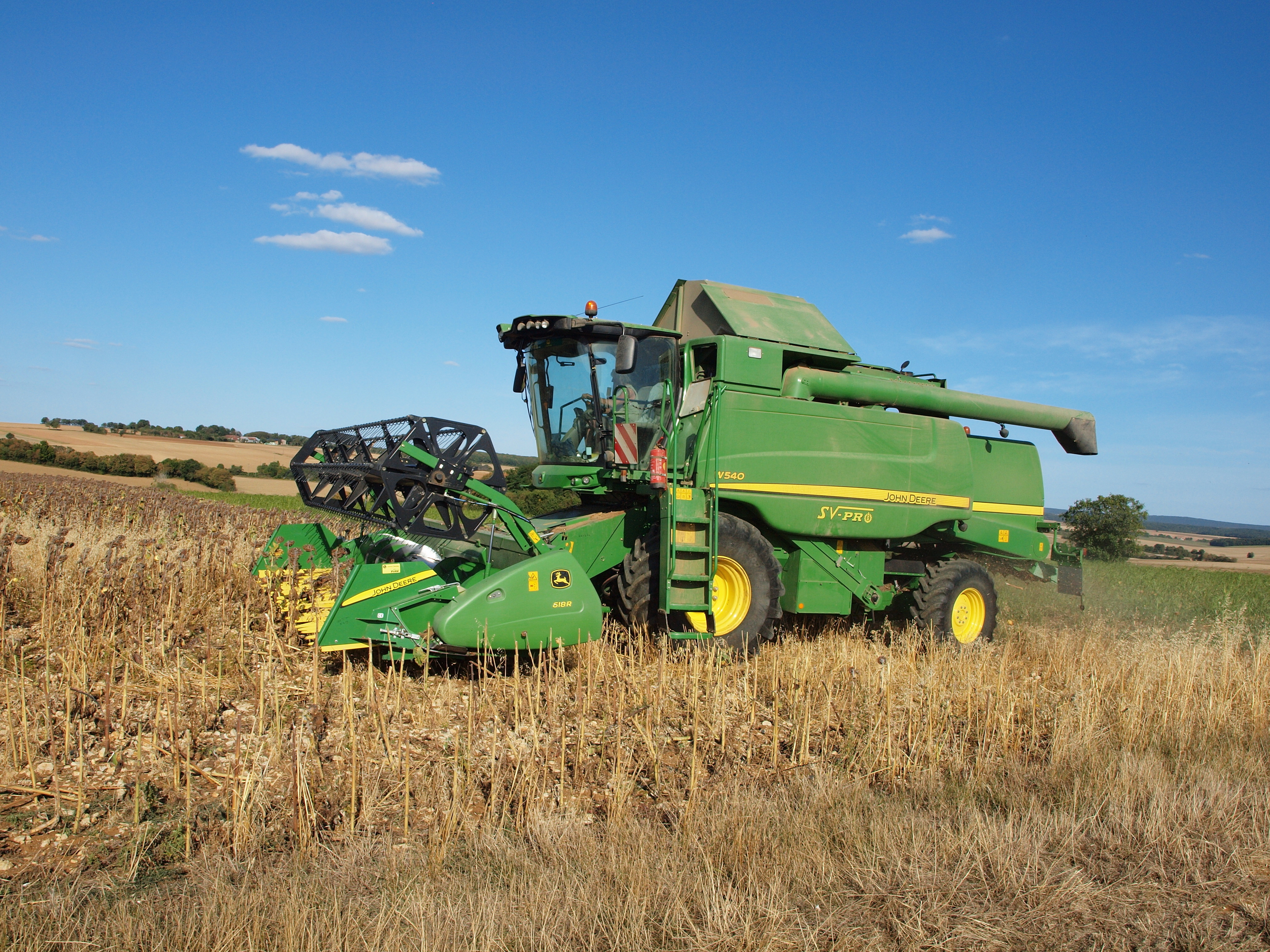
Moissonnage-battage de tournesol, Nièvre, 2019

Le battage est le plus souvent réalisé en même temps que la moisson aujourd'hui.

La moissonneuse-batteuse en supprimant les opérations de conditionnement et de transport a notablement réduit les coûts et la durée de la moisson dans les régions de grandes cultures.

## Intérêt du battage séparé aujourd'hui
Voir aussi : Batteuse#Batteuses actuelles
La période de séchage précédant le battage permet d'uniformiser la maturité des graines. Le batteur peut alors être réglé de façon à limiter la casse des grains et de plus cela évite d'avoir recours au séchage par chauffage du grain, ce qui peut représenter des économies importantes en particulier pour le maïs et assure de conserver les caractéristiques vitales des graines. Cette caractéristique est recherchée en multiplication de semences et pour certaines qualités de grains : graines condimentaires, maïs pop-corn dont les grains doivent être éclatés à un niveau d'humidité bien précis, certains maïs bio…
Elle permet d'avancer la récolte en moissonnant à un stade d'humidité plus élevé, ce qui est précieux si l'agriculteur redoute l'arrivée de la saison des pluies ou de l'hiver (maïs et sorgho en zone tempérée).

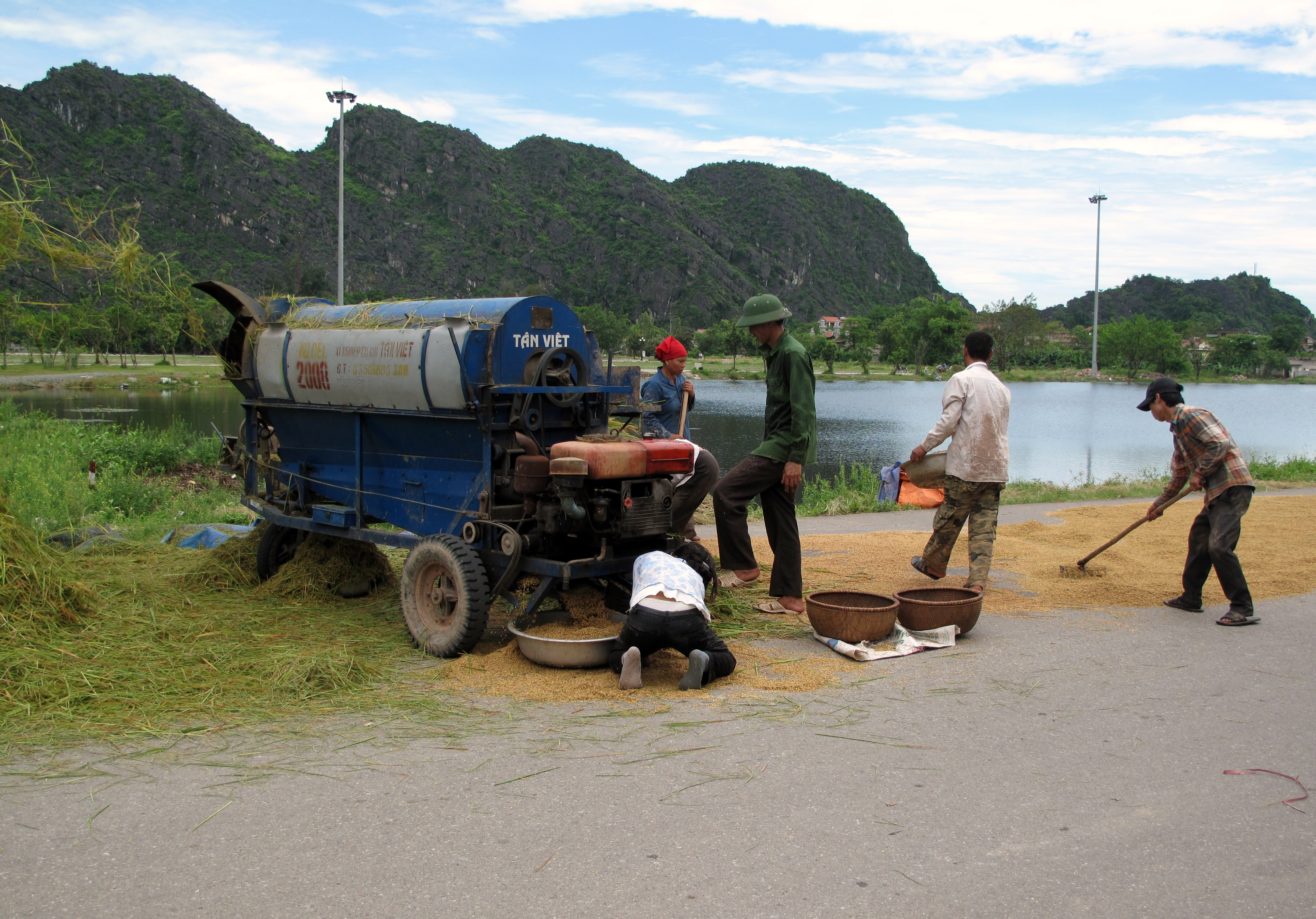
Batteuse à riz mobile, Viet-Nam

L'apparition de mini-moissonneuses-lieuses et de petites batteuses fabriquées industriellement et relativement peu coûteuses a relancé l'intérêt du battage séparé en cultures spéciales et dans les pays d'agriculture en développement.

## Reconstitution en vidéo
- Reconstitution de battage classique du blé (machines des années 1930-1940 pour l'essentiel)
- Chargement de la paille ; préparation des gerbes sur la batteuse et alimentation du batteur à l'arrière-plan
- La paille sort de la batteuse et traverse un monte-paille (privé de sa rampe élévatrice à cause des contingences de la reconstitution)
- Pressage basse densité de la paille avec une ramasseuse-presse des années 1950-60 (anachronique par rapport à la batteuse équipée d'un monte-paille)
- Vue sur la batteuse avec son tube d'évacuation des balles et le monte-paille (années 1940-1950). On aperçoit les secoueurs sous la marque Merlin.Vierzon
- Vue sur l'ensachage des grains, la grande courroie d'entraînement croisée et le tracteur faisant office de moteur : un semi-diesel FieldMarshall.